# LYN
LYN (англ. LYN proto-oncogene, Src family tyrosine kinase) – білок, який кодується однойменним геном, розташованим у людей на короткому плечі 8-ї хромосоми. Довжина поліпептидного ланцюга білка становить 512 амінокислот, а молекулярна маса — 58 574.
| 10         |  | 20         |  | 30         |  | 40         |  | 50         |
| ---------- |  | ---------- |  | ---------- |  | ---------- |  | ---------- |
| MGCIKSKGKD |  | SLSDDGVDLK |  | TQPVRNTERT |  | IYVRDPTSNK |  | QQRPVPESQL |
| LPGQRFQTKD |  | PEEQGDIVVA |  | LYPYDGIHPD |  | DLSFKKGEKM |  | KVLEEHGEWW |
| KAKSLLTKKE |  | GFIPSNYVAK |  | LNTLETEEWF |  | FKDITRKDAE |  | RQLLAPGNSA |
| GAFLIRESET |  | LKGSFSLSVR |  | DFDPVHGDVI |  | KHYKIRSLDN |  | GGYYISPRIT |
| FPCISDMIKH |  | YQKQADGLCR |  | RLEKACISPK |  | PQKPWDKDAW |  | EIPRESIKLV |
| KRLGAGQFGE |  | VWMGYYNNST |  | KVAVKTLKPG |  | TMSVQAFLEE |  | ANLMKTLQHD |
| KLVRLYAVVT |  | REEPIYIITE |  | YMAKGSLLDF |  | LKSDEGGKVL |  | LPKLIDFSAQ |
| IAEGMAYIER |  | KNYIHRDLRA |  | ANVLVSESLM |  | CKIADFGLAR |  | VIEDNEYTAR |
| EGAKFPIKWT |  | APEAINFGCF |  | TIKSDVWSFG |  | ILLYEIVTYG |  | KIPYPGRTNA |
| DVMTALSQGY |  | RMPRVENCPD |  | ELYDIMKMCW |  | KEKAEERPTF |  | DYLQSVLDDF |
| YTATEGQYQQ |  | QP         |  |            |  |            |  |            |

A: Аланін

C: Цистеїн

D: Аспарагінова кислота

E: Глутамінова кислота

F: Фенілаланін

G: Гліцин

H: Гістидин

I: Ізолейцин

K: Лізин

L: Лейцин

M: Метіонін

N: Аспарагін

P: Пролін

Q: Глутамін

R: Аргінін

S: Серин

T: Треонін

V: Валін

W: Триптофан

Кодований геном білок за функціями належить до тирозинових протеїнкіназ родини Src-протеїнкіназ.
Задіяний у таких біологічних процесах, як адаптивний імунітет, вроджений імунітет, взаємодія хазяїн-вірус, запальна відповідь. 
Білок має сайт для зв'язування з АТФ. 
Локалізований у клітинній мембрані, цитоплазмі, ядрі, апараті гольджі.